# Hyponectriaceae
Hyponectriaceae es una familia de hongos en el orden Xylariales.

## Géneros
- Apiothyrium
- Arecomyces – incierto
- Arwidssonia
- Cesatiella
- Chamaeascus
- Charonectria
- Discosphaerina
- Exarmidium
- Hyponectria
- Micronectria
- Papilionovela
- Pellucida
- Physalospora
- Pseudomassaria
- Rhachidicola
- Xenothecium – incierto